# Themarictera flaveolata
Themarictera flaveolata är en tvåvingeart som först beskrevs av Fabricius 1805.  Themarictera flaveolata ingår i släktet Themarictera och familjen borrflugor. Inga underarter finns listade i Catalogue of Life.